# 比嘉トーマス太郎

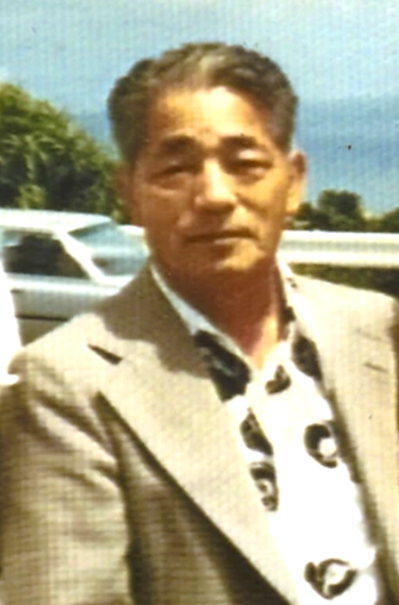
比嘉太郎 (1916-1985)

トーマス・太郎・比嘉 （Thomas Taro Higa、日本名: 比嘉太郎、1916年9月22日 - 1985年2月11日）は、日系アメリカ人のアメリカ合衆国軍人。
沖縄移民の子としてハワイに生まれ、祖父母のいる沖縄県中頭郡北中城で育つ。第二次世界大戦では、アメリカ陸軍の兵士として第100歩兵大隊に入隊、ヨーロッパ戦線で二度負傷し退役。米陸軍省の支援の下で米国各所の日系人収容所で講演会を開く。また米軍の沖縄上陸に際し、故郷の沖縄を救うべく再び戦線に復帰、沖縄戦で通訳兵として多くの人々の命を救った。戦後はハワイで沖縄の復興支援や日系人の帰化権獲得などに貢献。パープルハートとシルバースター勲章を授与された。

## 少年時代
1916年9月22日、比嘉トーマス太郎は、ハワイ準州のホノルルで沖縄移民の両親のもとに12人中3番目の子供として生まれる。比嘉の両親は日本の教育を受けさせるため、子供たちを故郷の沖縄県北中城村の祖父母のもとに送る。従兄弟とともに本土に出稼ぎに行き、大阪の紡績工場など職を転々とし、沖縄人差別も経験した。やがてハワイの両親のもとに帰る。1937年に電気技術を学ぶために東京に行く。特許局で特許を申請するのにアメリカの市民権を証明する必要があり、何度かアメリカ大使館を訪れていたことから、日本の秘密警察にスパイとして疑われ、尋問されて暴力を受けた。そのため太平洋戦争の始まる前年の1940年にハワイに帰る。 

## 第二次世界大戦

### ヨーロッパ戦線
ハワイの両親のもとに帰国後、翌年の1941年6月に徴兵されオワフ島の米陸軍基地スコフィールドバラックスに所属。12月7日の日本軍によるパールハーバー奇襲攻撃に衝撃を受けるが、すぐに他の二世部隊と共に海岸のパトロールを務める。その後始まった日系人の強制収容では、ホノルルからウィスコンシン州のキャンプ・マッコイに、さらにそこからミシシッピ州のキャンプ・シェルビーに移送され、日系二世で構成された第100歩兵大隊の基礎訓練を受ける。 1943年8月に彼の所属する第100歩兵大隊はアルジェリアのオランに上陸し、9月にイタリアのサレルノに到着。第100歩兵大隊はイタリアの第34歩兵師団に所属し、比嘉はカッシーノで11月5日に集中的な弾幕をうけ重傷を負うが、2人の男を150ヤードも担いで棚内に運んだ。その後、爆撃による大火災で二度目の重傷を負い、パープルハート章とシルバースター勲章をうけ除隊した。

### 講演活動
ジョージア州の陸軍病院で治療を受けた後、静養旅行中に同郷の沖縄出身者と共にコロラド州にあった日系人強制収容所、アマチ収容所を訪れ、ヨーロッパ戦線で活躍する日系人兵士について講演した。これが発端となって全米日系人市民協会 (JACL) に依頼され、1944年6月から1945年1月まで、米国陸軍局と日系アメリカ人市民同盟のもとで、米国中の75の日系人の強制収容所を回り、日系アメリカ人の米軍への協力と支援をもとめる講演ツアーを行った。

### 沖縄戦
その後、沖縄が戦場になることを知ると、再び通訳兵として志願、ケンダル・J・フィールダー将軍の口利きで沖縄に赴く。比嘉は英語、日本語、沖縄語を話すことができたため、貴重な人材となり、沖縄戦の戦地に赴き、沖縄語「しまくとぅば (島言葉) 」で「ワンネー、ヤマグスクヌタルーヤイビーン。ンジティクミソーリヨー (私は中城村の比嘉太郎です。信じて出てきてください) 」と投降を呼び掛け続けた。住民が投降を拒む洞窟に自ら12回も入り込み、そのうちの11回で住民の降伏に成功した。 

## 戦後の活躍

### 沖縄救済運動
1945年9月13日、沖縄戦からハワイに帰国し、沖縄戦で荒廃した故郷の窮状を救うため、再び比嘉は各地で講演会をひらいた。ハワイの沖縄人コミュニティーはすぐさまその声に呼応し、豚のほか食料や衣料、医薬品など救援物資を送る活動を展開した。その年の10月29日にはハワイで沖縄衣類救済会が組織された。当初の救援物資輸送は米海軍の協力があったようだが、1946年7月以降、米軍の沖縄統治が海軍から陸軍に移管されると、海軍の協力は見込まれなくなり移送は一時中断した。しかし1946年からララ (アジア救済連盟) に引き継がれ、衣類や食糧、学校の文房具から野菜の種子などあらゆる救援物資が沖縄に届けられた。
1969年、比嘉は沖縄移民が初めてハワイに到着した1900年1月8日から65年間の沖縄系ハワイ移民を描いたカラードキュメンタリー映画『ハワイに生きる沖縄移民65年の足跡　Life in Hawaii－Okinawans 65 year Documentary』を制作した。

### 日系人の帰化権
戦後、ハワイで『コロラド・タイムズ』の編集長をしていた比嘉は、1946年、日系人だけに許されていなかった帰化権を差別として抗議し、声をあげていく。米大陸の帰化権獲得期成同盟会の講演会活動などを通して、帰化権獲得のためのハワイでの大きなうねりに貢献した。1952年に日系人の帰化権 (移民国籍法) が認められる。

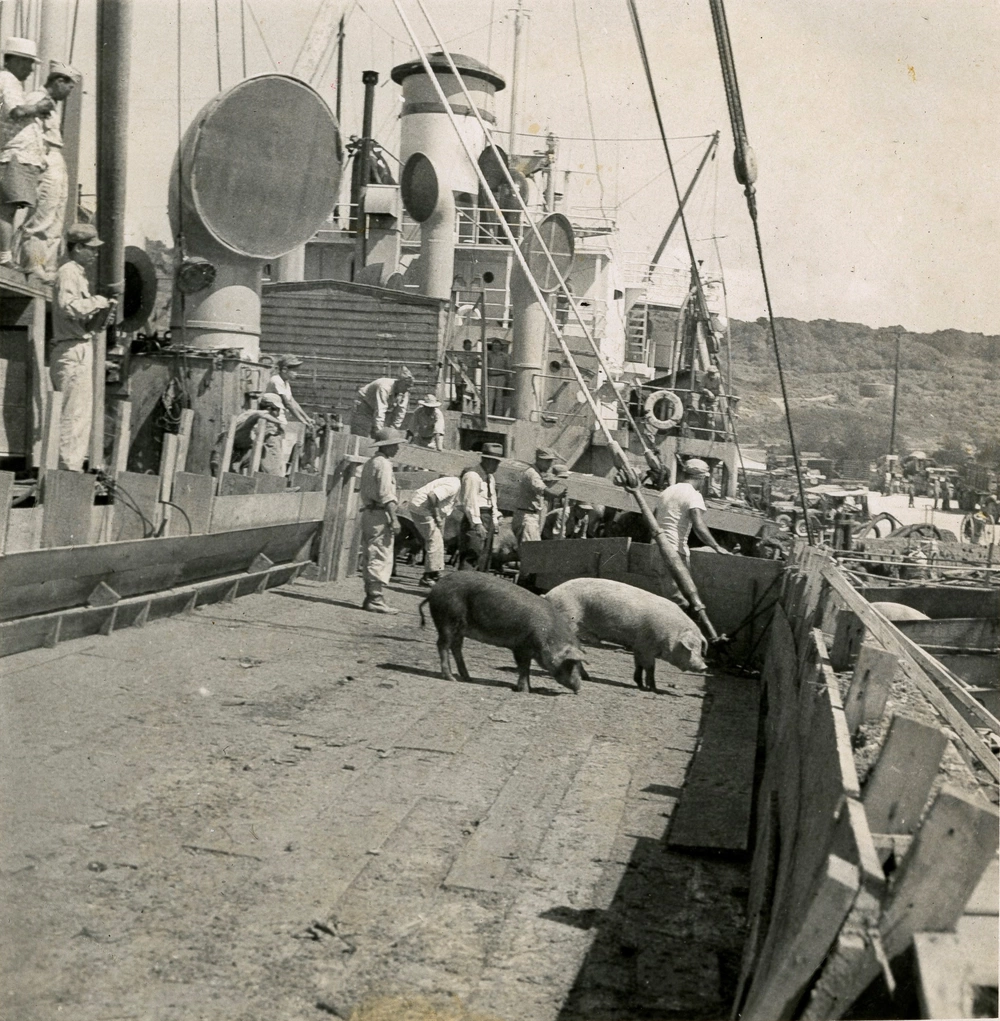
沖縄の復興を願いハワイの沖縄系コミュニティーは半年内に50,000ドル以上 (現在の約526,000ドル相当) の資金を集めた。ネブラスカ州オマハから550頭の豚を購入し、オレゴン州ポートランドから沖縄に送った。

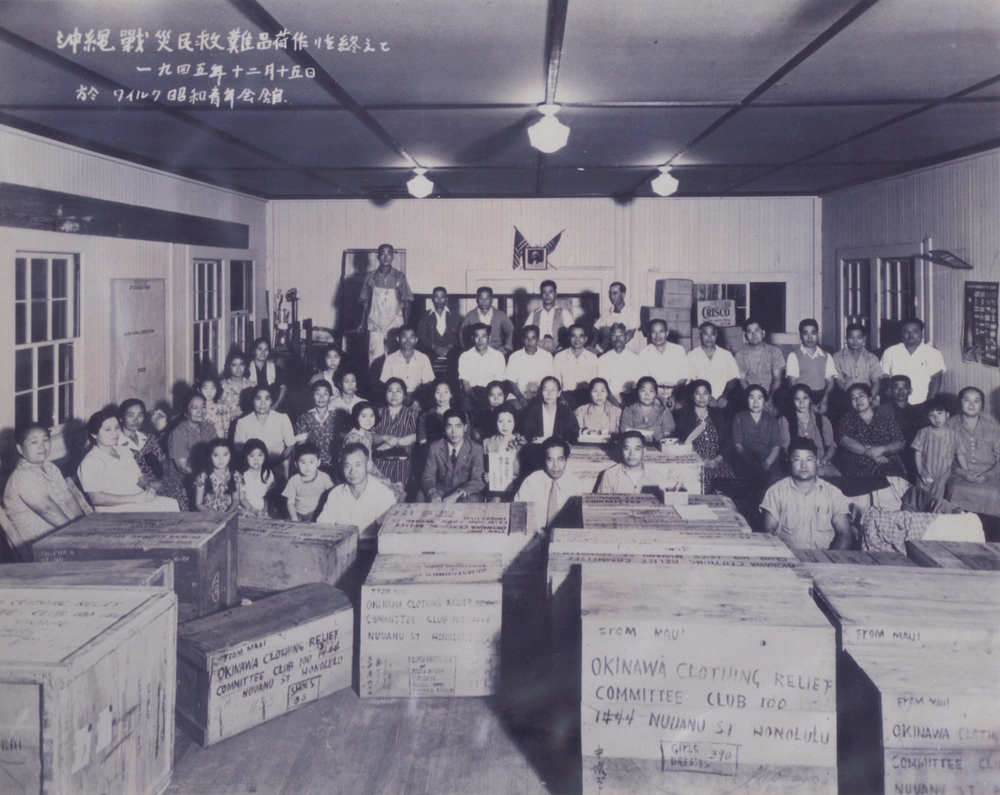
マウイ島からの救援物資 (1945年12月15日)

### 発明家として
戦前に日本の学校で学んだ電気技術を生かし、ハワイで電気関連のビジネスを起こし、いくつかの発明で特許も取得した発明家でもあった。戦前、彼が作った自家発電機のうわさが広まり、早稲田大学理工学部の山本忠興教授が比嘉に会いに来て、来日して勉強するように勧めたという。それ以来、彼は他の15の発明を完成させ、東京の特許局でいくつかの特許を申請した。

## 比嘉太郎の遺産
1995年、比嘉らの活動は、下嶋哲郎の著作『海から豚がやってきた』(1995) で描かれ、ミュージカルとして上演されるなど、戦後の沖縄救援運動の象徴的な出来事となった。
2015年4月24日、長男で、米カリフォルニア州在住の県系３世比嘉アルビン(愛作)さんが来沖。大田昌秀元知事との交流を語り、比嘉の残した多くの写真や手記は県立公文書館などに寄贈されたことなどを語った。また宜野座村などを訪れる前の晩、父親が夢に出てきて「うちなーぐちが沖縄を助けたが、今は話せる人が少なくなり危機的な状況だ。うちなーぐちを助けてほしい」と語ったと伝えている。アルビンさんは「これからうちなーぐちを勉強したい」と語った。
2015年、NHKが 比嘉のドキュメンタリードラマ『戦場の真心（チムグクル）〜沖縄を救った日系人〜』を制作。監督は中江裕司監督、出演とナレーターはガレッジセールのゴリ。ロケも両親の故郷である北中城村島袋で住民がエキストラとなり行われた。
2017年3月5日、うるま市のうるま市民芸術劇場の敷地内に「海から豚がやってきた」記念碑が建てられた。翌年、下嶋はアメリカでの講演でこう語っている。

## 著作
- 1968年 ハワイへの沖縄移民65周年を記念して作成されたドキュメンタリー映画「ハワイに生きる」（「Life in Hawaii」）を制作。
- 1974年 『移民は生きる』出版
- 1982年『ある二世の轍』出版